# Adolf Meyer (arquitecto)

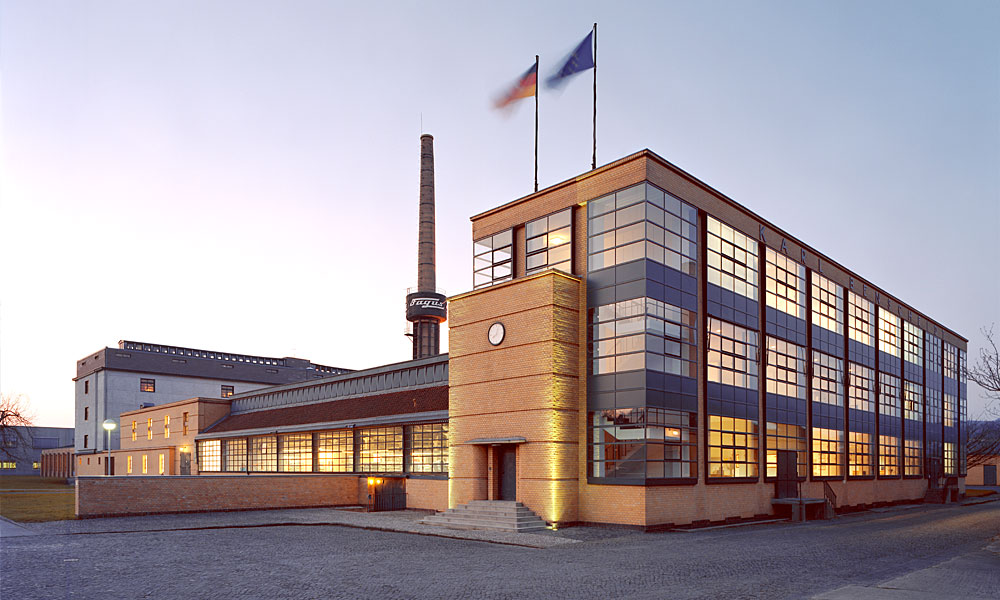
Fábrica Fagus, Alfeld.

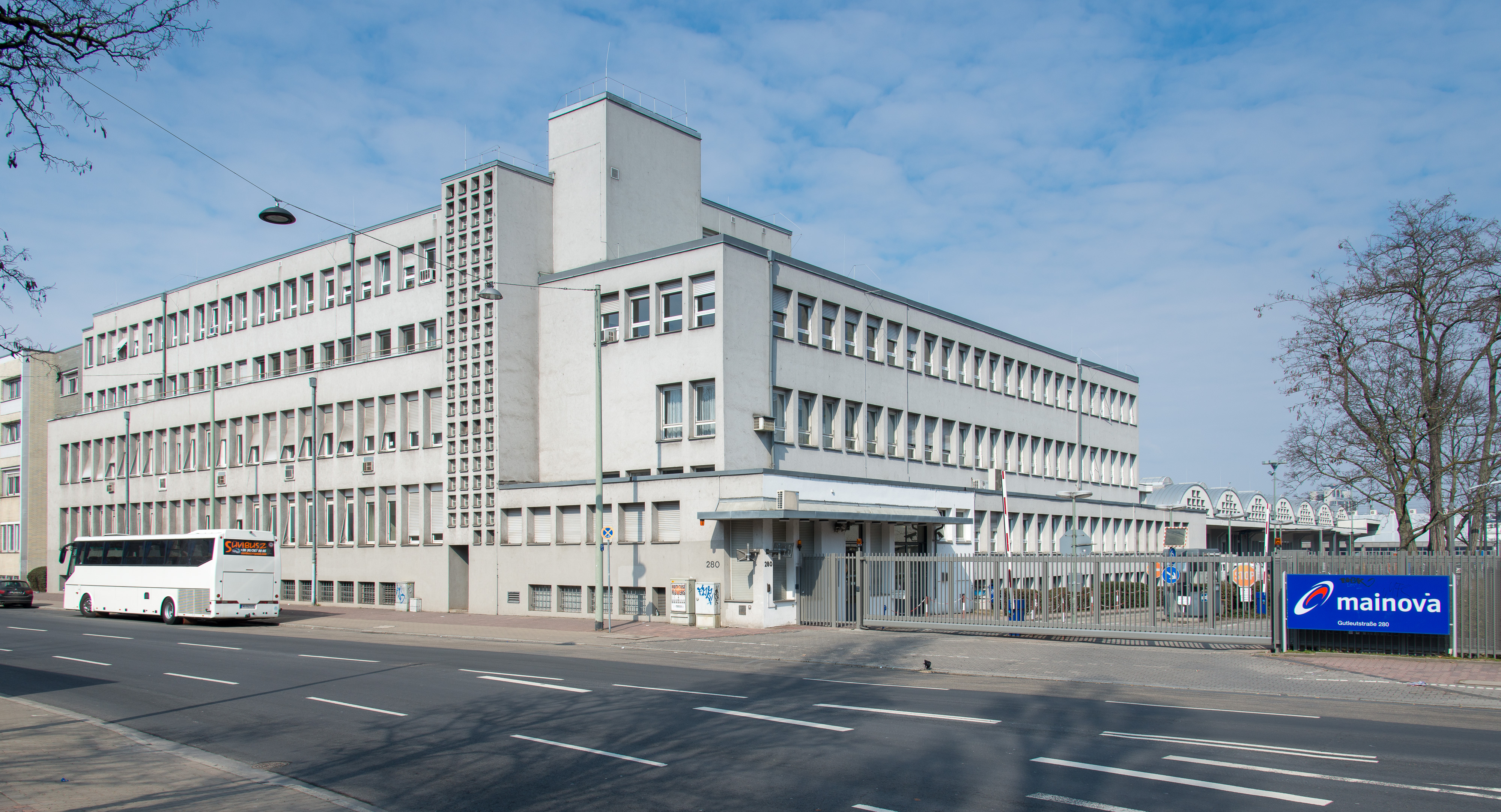
Elektrizitätswerk, Frankfurt Gutleutstraße.

Adolf Meyer (Mechernich; 17 de junio de 1881 - Baltrum, 1929) fue un arquitecto alemán. Cursó sus estudios en la Escuela de Arte de Düsseldorf. Fue profesor en la Bauhaus (1919-1925), una de las vanguardias que del Movimiento Moderno arquitectónico.
En 1926 fue nombrado arquitecto municipal de Fráncfort del Meno donde realizó la mayor parte de sus obras.
Sus obras más reconocidas fueron las realizadas junto a Walter Gropius, con quien colaboró en la Fábrica Fagus (1910-1911) y en el Teatro Municipal de Jena (1922-1923).